# Jugoszlávia nemzeti hőse
A Nemzet Hőse Érdemrend (szerbhorvátul: Orden narodnog heroja; szlovénül: Red narodnega heroja, macedónul: Oрден на народен херој) jugoszláv vitézségi érdemérme, a második legmagasabb katonai kitüntetése, és összességében harmadik legmagasabb jugoszláv kitüntetés volt. Olyan személyek, katonai alakulatok, politikai és egyéb szervezetek kaphatták meg, akik a háború alatt, vagy békeidőben rendkívüli hőstetteikkel tüntették ki magukat. A címzetteket ezt követően Jugoszlávia népi hőseinek vagy Jugoszlávia nemzeti hőseinek nevezték. A kitüntetés túlnyomó többséget a második világháború alatti akciókért partizánoknak ítélték oda. Jugoszláviában összesen 1322 díjat osztottak ki, 19-et pedig külföldieknek ítéltek oda. 1998-ban a Jugoszláv Szövetségi Köztársaság úgy döntött, hogy ismét odaítéli a Nemzet Hőse rendet, és több katonai egységet is kitüntetett vele, de egyének nem kapták meg.

## Története

### A szocialista Jugoszláviában
A „Nemzeti Hős” cím létrehozását a Jugoszláviai Népi Felszabadító Hadsereg Legfelsőbb Parancsnokságának 12–13. számú értesítője (1941. december és 1942. január) jelentette be a népi felszabadító háború hősies és önfeláldozó résztvevői számára. A címet elsőként Petar Leković kapta meg. Ezt a címet összesen 22 fő nyerte el. A címet 1943. augusztus 15-én a Népfelszabadító Érdemrenddel, a Bátorság Érdemrenddel, a Partizáncsillag Érdemrenddel, a Testvériség és Egység Érdemrenddel és a Bátorságért Érdemrenddel együtt tették hivatalossá. Ezzel egyidejűleg mindazokat, akik már rendelkeztek a Népi Hős címmel, automatikusan megkapták a rendet.
A rend egy ovális alakú arany jelvényből állt, amely egy katonát ábrázolt puskával és zászlóval, egy babérkoszorúval körülvett, sugaras csillagra helyezve. A kitűző egy piros szalagra volt felfüggesztve, széle felé keskeny fehér csíkkal. Ennek és a többi rendnek a tervezését Đorđe Andrejević Kun festőművész és Antun Augustinčić szobrászművész végezte. 1943. november 29. előtt a Nemzeti Hős címet a KPJ Központi Bizottsága, 1945 után a Jugoszlávia Népgyűlésének Elnöksége, 1953-tól pedig Jugoszlávia elnöke adományozta.
Megalapításától 1993-ig körül a rendet közel 1400 alkalommal ítélték oda. Josip Broz Tito marsall háromszor kapta meg: 1944-ben, 1972-ben és 1977-ben. A rend birtokosai jogosultak voltak bizonyos juttatásokra, például ingyenes tömegközlekedési viteldíjra, valamint az elhunyt hősök túlélő családtagjai nyugdíjra is. Bár a juttatásokat azóta csökkentették, a posztjugoszláv országok még mindig biztosítanak bizonyos előnyöket az érdemrend birtokosainak. A háború utáni Jugoszláviában sok iskolát és utcát neveztek el a nemzeti hősökről, és közülük sok név megmaradt, bár eltérő mértékben, a különböző utódországokban is.
Nemcsak embereket, hanem városokat, katonai alakulatokat és szervezeteket is kitüntetettek a renddel. Nyolc jugoszláviai város kapta meg a rendet és nyilvánították „hősi városoknak”: Belgrád, Cetinje, Drvar, Ljubljana, Újvidék, Prilep, Pristina és Zágráb városokat.

### Szerbia-Montenegróban
A Jugoszláv Szocialista Szövetségi Köztársaság felbomlását követően megalakult a Jugoszláv Szövetségi Köztársaság, amelyet később Szerbia-Montenegrónak neveztek el. Az ország 1998-ban törvényt fogadott el, amely továbbra is alkalmazta az egykori Jugoszlávia kitüntetéseit, köztük a Nemzet Hőse Érdemrendjét, így ez akkoriban a Jugoszláv Érdemrend a Jugoszláv Csillagrend és a Szabadság Érdemrend után a negyedik legmagasabb rend volt. A rendet soha nem adták át egyéneknek, de a koszovói háborúban aktív több katonai egységet részesítettek ebben a kitüntetésben.

## Fordítás
- Ez a szócikk részben vagy egészben  az   Order of the People's Hero című angol Wikipédia-szócikk ezen változatának fordításán alapul.  Az eredeti cikk szerkesztőit annak laptörténete sorolja fel. Ez a jelzés csupán a megfogalmazás eredetét és a szerzői jogokat jelzi, nem szolgál a cikkben szereplő információk forrásmegjelöléseként.